# Megalopygidae
Megalopygidae este o familie de insecte (mai exact molii) din superfamilia Zygaenoidea. Speciile sunt răspândite în America de Nord (11 specii) și în zona tropicelor din Lumea Nouă. 

## Genuri
- Aithorape
- Cephalocladia
- Coamorpha
- Edebessa
- Endobrachys
- Eochroma
- Hysterocladia
- Macara
- Malmella
- Megalopyge
- Mesoscia
- Microcladia
- Microrape
- Norape
- Norapella
- Podalia
- Proterocladia
- Psychagrapha
- Repnoa
- Thoscora
- Trosia
- Vescoa
- Zyzypyge